# Ніколя де Рів'єр
Ніколя де Рів'єр (фр. Nicolas de Rivière; 26 вересня 1963, Париж) — французький дипломат. Постійний представник Франції при Організації Об'єднаних Націй (з 2019).

## Життєпис
Ніколя де Рів'єр закінчив Національну школу адміністрації (ENA).
Розпочав дипломатичну діяльність у Постійному представництві Франції при ООН у Нью-Йорку (2005—2010), а також у Вашингтоні (1997—2001) та Гаазі (1994—1997).
Віце-голова EADS-Astrium у 2001—2002, Ніколя де Рів'єр потім працював в кабінетах двох міністрів закордонних справ: спочатку як радник з економічних питань, Азії та Північної Америки в кабінеті Домініка де Вільпена (2002—2004), потім радник з міжнародних економічних проблем, Азії та Америки в кабінеті Мішеля Барньє (2004—2005).
У 2014—2019 рр. — був генеральним директором з питань політики та безпеки Міністерства Європи та закордонних справ, а потім обіймав посаду директора з міжнародних організації, прав людини та франкофонія ООН (2011—2014) і був заступником постійного представника Франції при ООН в Нью-Йорку (2009—2010).
З 8 липня 2019 року постійний представника Франції при ООН в Нью-Йорку.

## Нагороди та відзнаки
У липні 2015 року був удостоєний звання кавалера ордена Почесного легіону.